# Formiguer de plomall blanc
El formiguer de plomall blanc (Phlegopsis borbae) és una espècie d'ocell de la família dels tamnofílids (Thamnophilidae).

## Hàbitat i distribució
Habita el sotabosc de la selva pluvial de les terres baixes de l'oest del Brasil amazònic.

## Taxonomia
Ha estat ubicat al monotípic gènere Skutchia Willis, 1968, però recents estudis han propiciat la inclusió al gènere Phlegopsis.